# Izoblaba
Izoblaba (nebo Isoblaba) je myšlená čára na mapě, která spojuje místa, v nichž došlo při zemětřesení ke stejným škodám. Je to jedna z mnoha druhů Izolinie. Izoblaby se používají při navrhování antiseismických staveb. Spolu s izoseisty a izokausty se podle nich sestavují mapy zemětřesné aktivity.